# Kanziankirche (Klopeiner See)

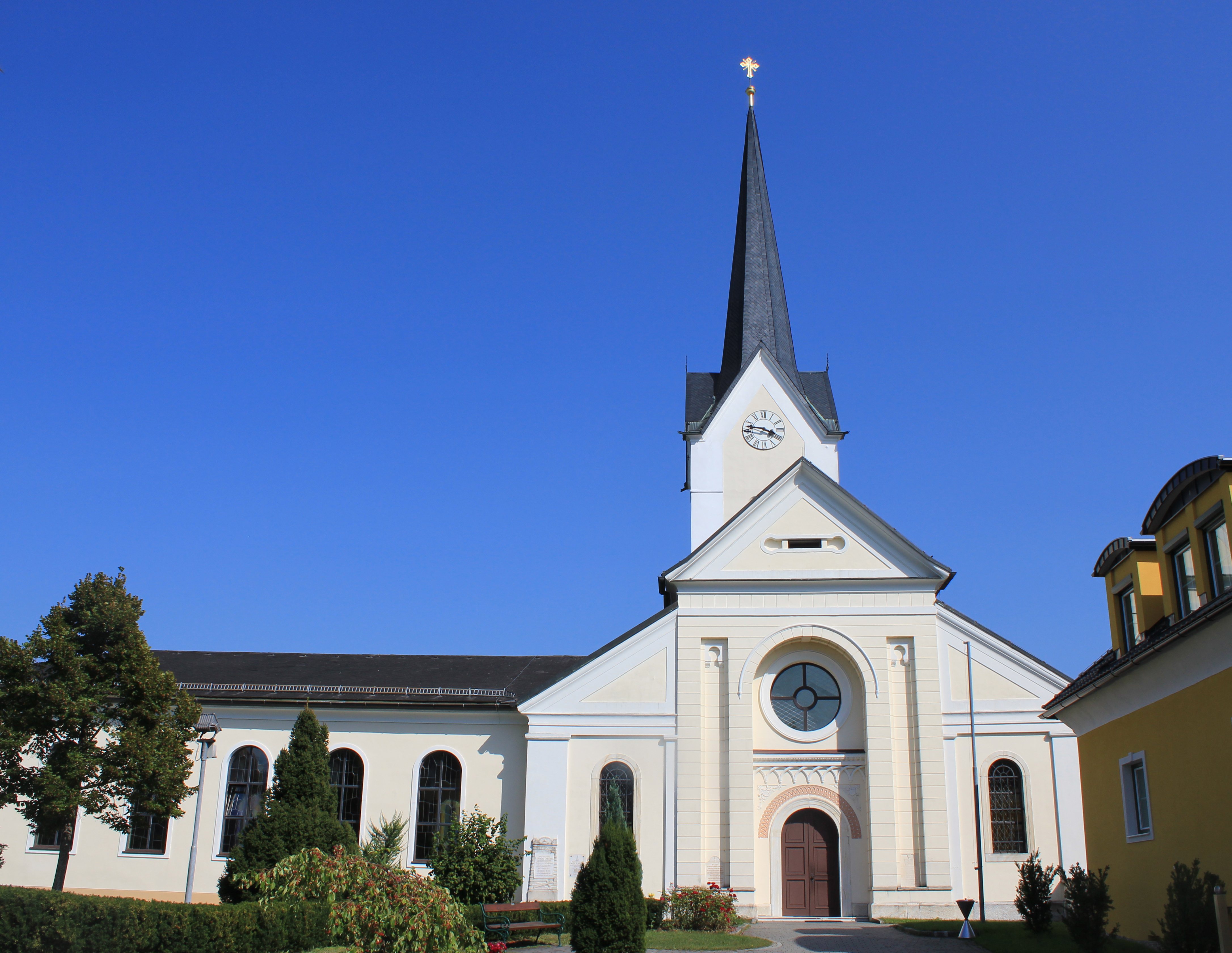
Westansicht

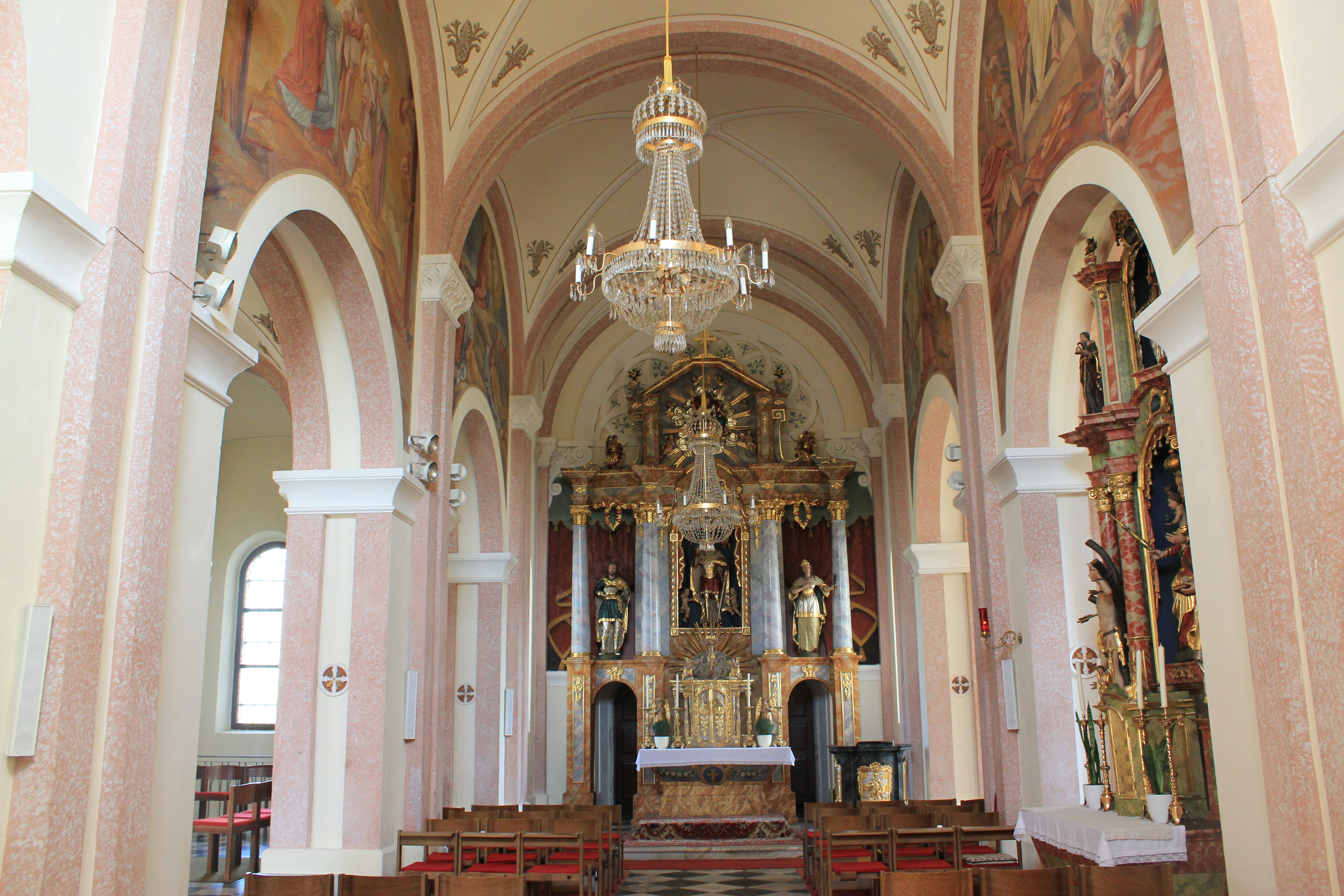
Altes Langhaus

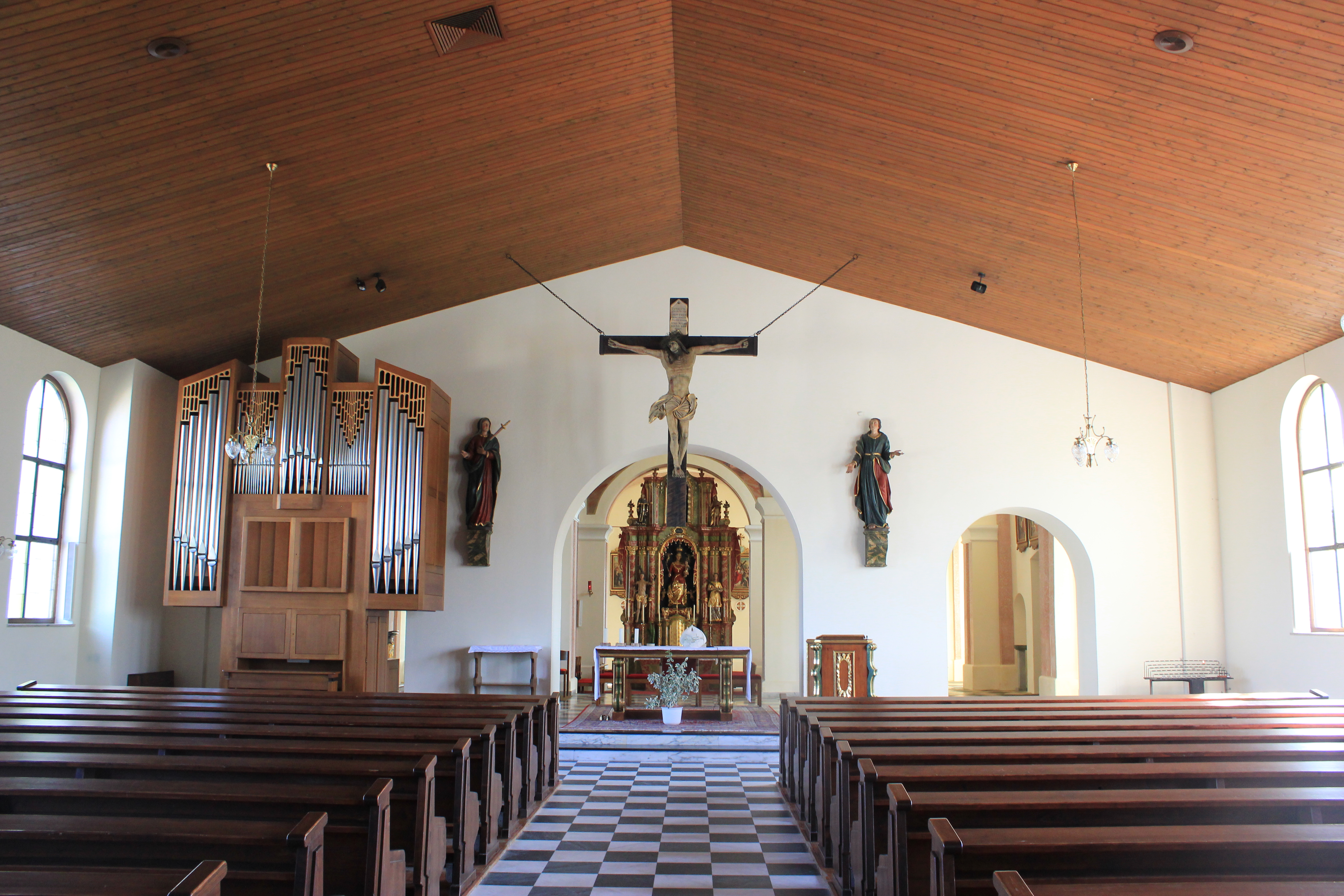
Neubau

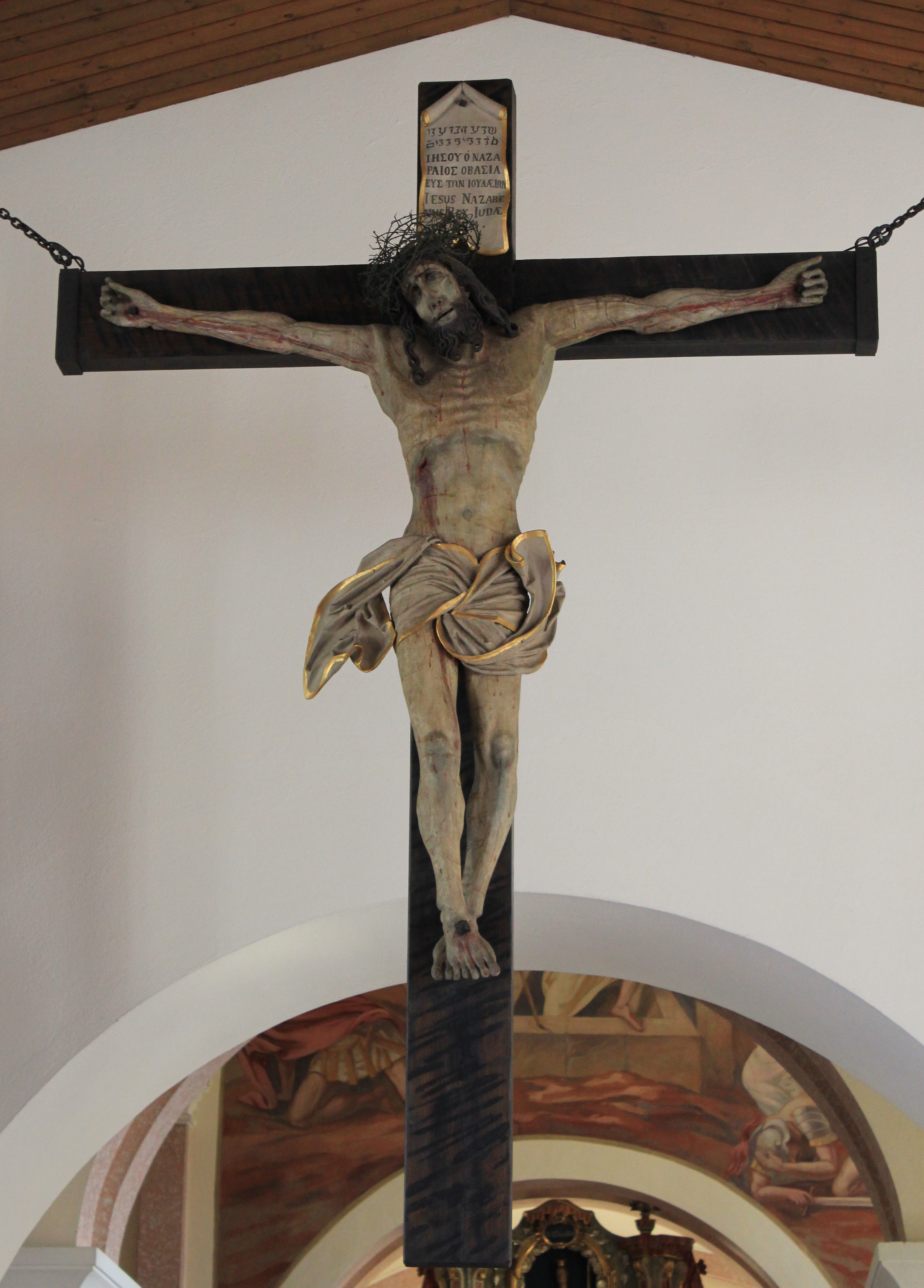
Kruzifix

Die römisch-katholische Pfarre der Kirche St. Kanzian/Škocjan oder Kanziankirche in Sankt Kanzian am Klopeiner See gehört innerhalb des Dekanats Eberndorf/Dobrla vas zur Diözese Gurk. Die Kanziankirche ist den Heiligen Geschwistern Kanzius, Kanzian und Kanzianilla geweiht. Sie steht unter Denkmalschutz (Listeneintrag).
St. Kanzian war eine Urpfarre des Patriarchats von Aquileia und wurde bei der Gründung des Stiftes Eberndorf 1106 dem Kloster dauerhaft inkorporiert.

## Baubeschreibung
Die Kirche entstand aus einer ehemaligen, romanischen Chorturmkirche, der 1518 ein spätgotischer Polygonalchor mit einem Wehrobergeschoß, 1849–1860 ein frühhistoristisches, dreischiffiges Langhaus mit gestaffelten Seitenschiffen unter Einbeziehung der Vorgängerbauten angebaut wurden. 1977–80 wurde sie nach Plänen von Alfons Nessmann durch einen breiten Saalraum mit Rundbogenfenstern nach Norden erweitert.
Den Chor stützen zweistufige Strebepfeiler. Der fünfgeschoßigen Chorturm mit Zwillingsschallfenstern erhielt im 19. Jahrhundert einen achteckigen Spitzgiebelhelm. Die Langhausfassaden werden durch Pilaster, die Westfassade mit einem Rundfenster und Rundbogenportal in Wandvertiefungen gegliedert und von einem Dreiecksgiebel, von den Pultdächern der Seitenschiffe abgesetzt, bekrönt.
Der Innenraum ist eine dreischiffige, dreijochige Halle mit gestaffelten Seitenschiffen in romanischen Proportionen mit frühhistoristischem Dekor. Alle drei Schiffe haben Kreuzgewölbe. Die östlichen Seitenjoche sind nach Norden und Süden etwas verbreitert.
In den Schildbogenfeldern des Mittelschiffes werden Szenen der Ostergeschichte dargestellt: der Ölberg, die Kreuztragung, die Kreuzigung und die Auferstehung. Die Glasmalerei aus der zweiten Hälfte des 16. Jahrhunderts im Ostfenster des nördlichen Seitenschiffes stellt Maria Magdalena unter dem Kruzifix dar.
Der heutige Chor des 19. Jahrhunderts ist kurz und endet gerade. Hier steht der Hochaltar.
Dahinter schließt das romanische Turmerdgeschoß mit einem spätgotischen Sternrippengewölbe – das Kämpfergesims des romanischen Triumphbogens besteht aus Platte, Kehle und Stab – sowie der ehemalige, gotische Chor mit einem Fünfachtelschluss und Netzrippengewölbe auf Konsolen an.

## Ausstattung
Der neubarocke Hochaltar und der romanisierende linke Seitenaltar stammen aus Mitte des 19. Jahrhunderts. Der Hochaltar trägt die Statuen der Kirchenheiligen Kanzius und seiner Geschwister Kanzianus und Kanzianilla. Den Aufsatz bildet die Figur Gottvaters im Strahlenkranz.
Der Seitenaltar birgt im Hauptgeschoß eine Muttergottes mit Kind, flankiert von den Heiligen Stephanus und Sebastian sowie im Obergeschoß die heilige Elisabeth, umgeben von den Heiligen Antonius der Große und Johannes der Täufer. Durch den Umbau von  1977–80 nimmt der Seitenaltar die Position des Hochaltars ein.
Die um 1770/80 entstandene Kanzel wird heute als Ambo verwendet. In den Reliefs ihrer Brüstungsfelder wird Jesus Christus als Guter Hirte sowie das Gleichnis vom Sämann dargestellt.
Das spätgotische Kruzifix stammt von 1510/20, die Kreuzwegbilder aus dem späten 19. Jahrhundert. Das Votivbild der heiligen Ursula malte 1862 ein A. Melchior. Am südlichen Pfeiler hängt ein Bild der Krönung des heiligen Kanzian aus dem 17. Jahrhundert.